# Medosades
Medosades (en grec antic Μηδοσάδης) fou un ambaixador traci. Seutes II, rei dels odrisis, el va enviar com ambaixador per dirigir les negociacions amb Xenofont i les tropes sota el seu comandament, el que restava de l'expedició anomenada dels "deu mil", després de la seva arribada a Tràcia. Xenofint en parla a l'Anàbasi.